# Tetrapyrgos alba
Tetrapyrgos alba är en svampart som först beskrevs av Berk. & M.A. Curtis, och fick sitt nu gällande namn av E. Horak 1987. Tetrapyrgos alba ingår i släktet Tetrapyrgos och familjen Marasmiaceae.   Inga underarter finns listade i Catalogue of Life.